# Barbara Yelin
Barbara Yelin (Múnich, 26 de julio de 1977) es una historietista alemana. 

## Biografía
Barbara Yelin estudió ilustración en la Universidad de Ciencias Aplicadas de Hamburgo. Sus primeras publicaciones aparecieron en Francia, bajo el título de Le visiteur (2004) y Le retard (2006). En alemán escribió contribuciones para las antologías Spring y Pomme d'amour. 
Su primer cómic publicado en Alemania apareció en 2010: Gift, sobre la historia del Gesche Gottfried, con guion de Peer Meter, que se editó en España como Veneno.
El Frankfurter Rundschau regularmente traía su tira cómica Rieke durante 2011-2012. En 2014, su historia Irmina sobre una seguidora del nacionalsocialismo, con el que también elaboró una parte de su propia historia familiar. A partir del otoño de 2015 se publicó junto con el autor Thomas Steinaecker en la Webfortsetzungscomic El verano de sus vidas.
Yelin trabajó en el estudio berlinés Bilderbureau.

## Obras (selección)
- Con Thomas von Steinaecker: el verano de su vida. Reprodukt, Berlín 2017, ISBN 978-3-95640-135-0.
- Con David Polonsky: Una cosa sobre todo: sé sincero contigo mismo. La actriz Channa Maron . Reprodukt, Berlín 2016, ISBN 978-3-95640-102-2.
- Irmina Reprodukt, Berlín 2014, ISBN 978-3-95640-006-3.
- Las notas de Rieke. Prólogo Hella von Sinnen . Reprodukt, Berlín 2013, ISBN 978-3-943143-51-5.
- Vincent van Gogh. Art Comic, con Mona Horncastle, Prestel, Munich 2011, ISBN 978-3-7913-7071-2.
- Albrecht Durer. Art Comic, con Mona Horncastle, Prestel, Munich 2011, ISBN 978-3-7913-7070-5.
- Veneno con Peer Meter, Reprodukt, Berlín 2010, ISBN 978-3-941099-41-8.
- Le retard. Del alemán por Thierry Groensteen. Edición de l'An 2, Angulema DL 2006, ISBN 978-2-84856-068-7.
- Le visiteur. Edición de l'An 2, Angulema DL 2004, ISBN 978-2-84856-029-8.

## Premios
- Premio Artémisia 2015[6]
- Premio de Arte Bávaro de Literatura 2015
- Premio Max y Moritz 2016, en la categoría de «Mejor artista de habla alemana»
- Beca de residencia en 2016 del artista residencia Chretzeturm, Stein am Rhein